# Viaje a la libertad
Viaje a la libertad es el segundo álbum de estudio de la banda argentina de rock La Torre, editado en 1983 por RCA Victor.
Este disco fue grabado en los Estudios ION de Buenos Aires.
Contó con varios temas difundidos en la radio, como "Es el rock and roll", "Vamos a conocernos mejor" y "El camino final", y solidificó la popularidad del grupo en la escena del rock argentino.

## Lista de temas
Lado 1
1. Es el Rock and Roll
2. Vamos a Conocernos Mejor
3. Viaje a la Libertad
4. Blues para una Madre
5. Salta un Poco Más

Lado 2
1. El Camino Final
2. Corto Vuelo
3. Un Poco Más de Dinero
4. Necesito Tu Vida

Todos los temas por P. Sosa y O. Mediavilla, excepto «Es el Rock and Roll» por P. Sosa, O. Mediavilla y C. Garcia López; «Un Poco Más de Dinero» por P. Sosa, O. Mediavilla y Gustavo Giles.

## Personal
- Patricia Sosa - voz líder
- "Negro" García López - guitarra
- Oscar Mediavilla - guitarra
- Gustavo Giles - bajo
- "Jota" Morelli - batería
- Luis Alberto Múscolo - teclados